# Hieronymus von Colloredo
Hieronymus Joseph Franz de Paula Graf Colloredo von Wallsee und Melz (Viena (Àustria), 31 maig de 1732 - idem. 20 de maig de 1812), va ser príncep-bisbe de Gurk de 1761 a 1772 i príncep-arquebisbe de Salzburg des de 1772 fins a 1803, quan el príncep-arquebisbat es va secularitzar. Després de la secularització, Colloredo va fugir a Viena i va romandre l'arquebisbe no resident de Salzburg, sense poder temporal, fins a la seva mort el 1812. És conegut com a patró i empresari de Mozart.

## Joventut
Va néixer a Viena, Àustria, el segon fill del comte, més tard el príncep Rodolfo Joseph von Colloredo (1706–1788), un alt funcionari imperial i la seva esposa, la comtessa Maria Gabriele de Starhemberg (1707–1793).

## Biografia
Hieronymus es va criar en una llar religiosa estricta, i com que la seva salut no li permetia seguir una carrera militar, es va educar a l'Acadèmia Theresianum de Viena, i va estudiar filosofia a la Universitat de Viena i teologia al "Collegium Germanicum et Hungaricum", a Roma. Un dels seus germans era el general austríac Wenzel Joseph von Colloredo.

## Adhesió
El Príncep-Arquebisbat de Salzburg va quedar vacant el desembre de 1771, i (amb una considerable pressió de la cort imperial de Viena), Colloredo, que havia estat príncep-bisbe de Gurk des de 1761, va ser elegit Príncep-Arquebisbe el 14 de març de 1772. Segons Clive, "va ser una elecció impopular a Salzburg, els ciutadans funcionaris. de la qual es van mantenir intranquils amb ell fins al final".

## Polítiques
Durant els seus trenta anys com a governant de Salzburg, Colloredo va implementar reformes semblants a les realitzades a l'Imperi austríac sota Josep II; vegeu josefinisme. Segons Halliwell, finalment va tenir èxit en els seus objectius principals, però la lluita va ser perpètua... Colloredo va haver d'establir persones afins a cada institució -eclesiàstica, educativa, legal, mèdica, fiscal, administrativa i publicitària-. i persuadir la població reticent perquè canviés tota la seva mentalitat. Halliwell afegeix que Colloredo "va atraure l'admiració europea pels seus esforços".

Colloredo també s'assemblava a Josep II en moure la religió catòlica romana dins dels seus dominis en una direcció similar al protestantisme. Halliwell escriu: 
| « | "Es van prohibir els pelegrinatges i les pràctiques supersticioses, es van restringir les processons, es va limitar la decoració de l'església, es van escurçar els escenaris musicals de la missa i es van introduir els himnes sagrats alemanys... Aquests canvis van provocar un profund ressentiment, i Colloredo i l'arquitecte de la pastoral La carta [que va implementar la política], Johann Michael Bönike, van ser anomenats 'luterans secrets'. Els seus diocesans bromejaven: "El nostre príncep von Colloredo no té Glòria ni Credo." | » |

 Durant tota la seva vida va estar a prop del jansenisme, i va també va ser un dels al voltant de 1500 membres identificats de l'Ordre Illuminati.

## Fi de la regla secular de Colloredo
El 12 de desembre de 1801, quan les tropes franceses sota Napoleó s'acostaven a ocupar la ciutat, l'arquebisbe Colloredo va fugir de Salzburg per no tornar mai més. L'any 1803, en el transcurs de la mediatització alemanya, el príncep-arquebisbat fou secularitzat, posant fi al domini secular de Colloredo. En canvi, Salzburg va ser atorgada al Gran Duc de Toscana, que havia perdut el seu propi estat en els trastorns napoleònics. Més tard, Salzburg es va incorporar a Àustria (1805), després Baviera (1809), i finalment de nou a Àustria (1816).
Colloredo, com a arquebisbe, va romandre com a cap eclesiàstic de l'arxidiòcesi (però no com a residència) fins a la seva mort, als 79 anys, a Viena el 1812.

## Colloredo i Mozart
Colloredo és ben conegut per la història com a mecenes i patró de Wolfgang Amadeus Mozart. Es va molestar excepcionalment amb les freqüents absències de Mozart. Després d'una sèrie d'arguments, finalment el va acomiadar amb les paraules: "Deixa'l anar, que no el necessito!.

Les cartes de Mozart al seu pare expliquen la seva indignació pel que descriu com un comportament abusiu i insultant per part de l'arquebisbe. En la seva carta del 13 de juny de 1781, Mozart relata que la indignitat final del seu acomiadament per Colloredo va ser administrada pel majordom de l'arquebisbe, el comte Arco (Karl Joseph Maria Felix, 1743–1830):
| « | ...si no em volen, per mi està bé; --en lloc que el comte Arco accepti la meva petició o obtingui una audiència perquè m'hi enviï més tard o em persuadi perquè deixi l'assumpte i hi pensi, enfin, el que volgués --no, em llença de la sala i em dona una puntada per l'esquena. – Bé, en llenguatge senzill això vol dir que, pel que fa a mi, Salzburg ja no existeix... | » |

 Leopold Mozart es va quedar a Salzburg però "continuà lamentant el fet de no substituir els músics que havien marxat o morts, i els consegüents caos en la música de la cort." Colloredo "de vegades tocava el violí a l'orquestra de la cort".

## En la cultura popular
Hieronymus von Colloredo va ser interpretat per Nicholas Kepros a la pel·lícula Amadeus de 1984. També és un personatge del musical Mozart! Colloredo també és un personatge del musical "Mozart l'opera rock".